# كاليوب

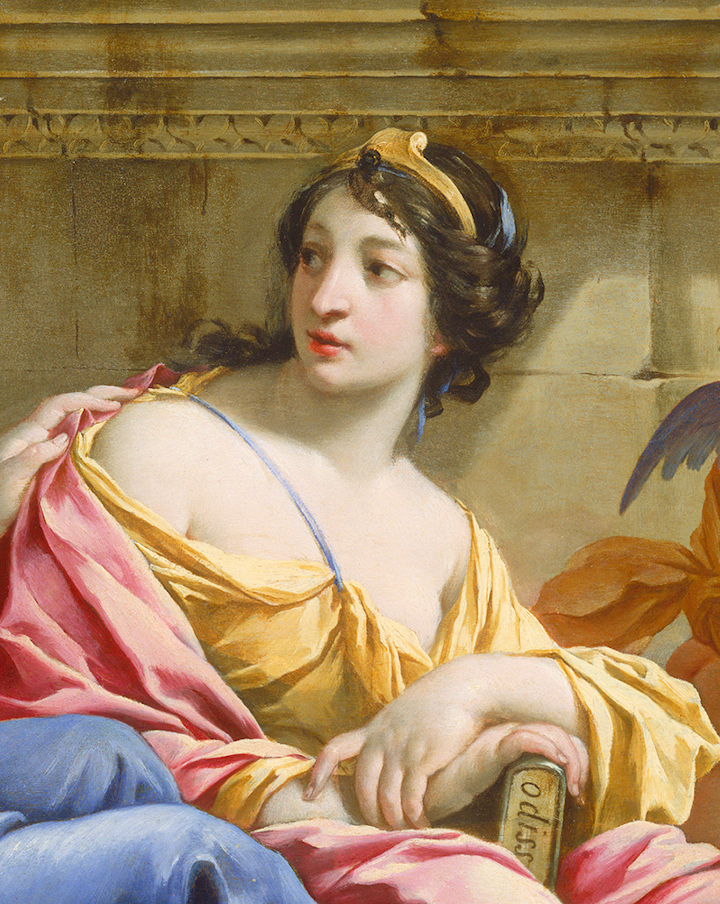
كاليوب تحمل نسخة من كتاب الأوديسة.

كاليوب أو (نقحرة: كاليوبي) (باليونانية: Καλλιόπη بمعنى "عذبة الصوت") بحسب أساطير الإغريق، هي إحدى الملهمات التسع التي عنيت بالشعر الملحمي، والنطق الفصيح الذي كانت تهبه للملوك والأمراء. هي ابنة كل من زيوس ونيموسيني، وعرفت بملهمة هومر، حيث وفرت الإلهام للإلياذة والأوديسة.
اعتبرت كاليوب أكبر الملهمات سناً، وأكثرهن حكمةً وجزماً، صورت في الفنون القديمة كامرأة تحمل قيثارة، بينما صورت في الأزمان اللاحقة حاملة لفافة ورقية أو ألواح شمعية (وقد تكتب فيها)، أو قد تكون متوجة بتاج ذهبي. هي والدة كل من أورفيوس ولينوس، وكذلك إيالمينوس وريسوس في بعض الأساطير.